# Gagliano (Geigenbauer)

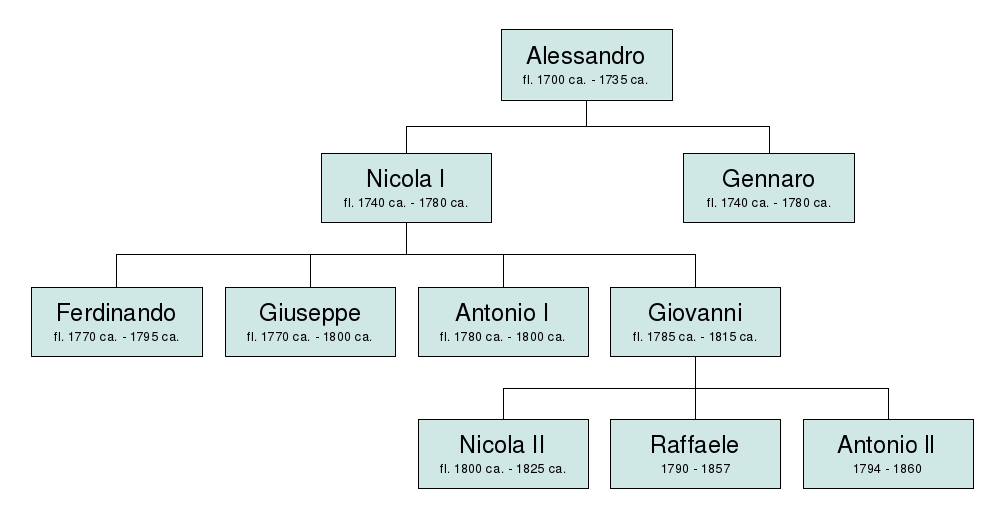
Die Geigenbauer-Familie Gagliano. Mit der Abkürzung fl. jeweils die „Blütezeit“ angegeben (fl. = lateinisch floruit, „er blühte“).

Zahlreiche Mitglieder der Familie Gagliano waren bedeutende italienische, zumeist in  Neapel wirkende Geigenbauer.
Siehe auch: Liste bedeutender Geigenbauer